# BS-3B
O BS-3B (também conhecido por Yuri 3B) foi um satélite de comunicação geoestacionário japonês construído pelas empresas GE Astro e Martin Marietta, ele esteve localizado na posição orbital de 110 graus de longitude leste e era operado pela Telecommunications Satellite Company of Japan (TSCJ). O satélite foi baseado na plataforma AS-3000 e sua expectativa de vida útil era estimada de 7 a 9 anos.

## História
O BS-3B (Broadcasting Satellite-3B) foi lançado utilizando o veículo lançador HI a partir do Centro Espacial de Tanegashima, no Japão. Foi equipado com três transponders de 120 W operando em 12/14 GHz para transmissão de TV direct-to-home. Dois transponders foram usados pela rede de transmissão nacional do Japão, a Nippon Hoso Kyokai (NHK), o outro foi usado pela propriedade privada do Japão a Satellite Broadcasting Co. O BS-3B também organizou um canal de backup redundante completo, e um transponder de 20 W de banda larga para as transmissões experimentais de TV de alta definição. Fabricado pela = Nippon Electric Co (NEC), o satélite foi baseado na plataforma SATCOM 3000 da GE. Ele media 1,3 por 1,6 por 1,6 m, com painéis solares que mediam 15 m de ponta a ponta. Uma vez no espaço, o nome do satélite foi alterado para Yuir 3B (lírio). Operava acima de 110 graus. E, tinha uma expectativa de vida útil de 7 a 9 anos.

## Lançamento
O satélite foi lançado com sucesso ao espaço no dia 25 de agosto de 1991, por meio de um veículo H-1 UM-129A (9 SO), laçando a partir do Centro Espacial de Tanegashima, no Japão.

## Capacidade e cobertura
O BS-3B era equipado com 3 transponders em banda Ku, para fornecer serviços de telecomunicação ao Japão.